# Ельмер Асеведо
Ельмер Асеведо (ісп. Elmer Acevedo, 27 січня 1949, Чанміко — 30 серпня 2017, Акахутла) — сальвадорський футболіст, що грав на позиції нападника.

## Клубна кар'єра
Народився в департаменті Ла-Лібертад. Переїхав вчитися в Санта-Ану і там же вступив в молодіжну команду місцевого клубу ФАС у віці 16 років, кольори якого і захищав протягом усієї своєї кар'єри гравця, що тривала сім років.
У 1972 році через серйозну травму лівої ноги Асеведо довелося завершити ігрову кар'єру.

## Виступи за збірну
Асеведо представляв Сальвадор на Олімпійських іграх 1968 року, де зіграв у одному матчі з Угорщиною (0:4), і відбірковому турнірі до чемпіонату світу 1970 року, де він забив гол у другому матчі проти Гондурасу, який викликав відому футбольну війну. Був у заявці своєї збірної на чемпіонаті світу 1970 року в Мексиці, але на поле не виходив.
Помер 30 серпня 2017 року в Акахутле, Сонсонате, Сальвадор.